# شورش میمی استور
شورش میمی استور (انگلیسی: The Revolt of Mamie Stover) فیلمی در ژانر جنگی و رمانتیک به کارگردانی رائول والش است که در سال ۱۹۵۶ منتشر شد.

## بازیگران
- جین راسل
- جوآن لزلی
- اگنس مورهد
- آلن رید
- جین ویلس
- مایکل پتی
- کارل هاربا